# Aly & AJ
78violet (originalno Aly & AJ) je ameriška pop rock glasbena skupina, ki jo sestavljata sestri Alyson Renae »Aly« Michalka in Amanda Joy »AJ« Michalka. Obe sta bili rojeni v Torranceu, Kalifornija, vendar sta del otroštva preživeli v Seattleu, Washington. Obe sta pevki, igralki, kitaristki in tekstopiski.
V letu 2004 sta podpisali pogodbo z ameriško založbo v lasti Disneyja, Hollywood Records. Svoj prvi glasbeni album, imenovan Into the Rush, sta izdali 16. avgusta 2005. Album je zasedel šestintrideseto mesto na lestvici v Združenih državah Amerike, saj je v prvem tednu od izida prodal več kot 24.000 kopij izvodov, kasneje pa je prejel še zlato certifikacijo s strani organizacije RIAA. Album Into the Rush jima je leta 2006 prislužil nominacijo za nagrado American Music Awards v kategoriji za "sodelovanje navihujočih ustvarjalcev leta". Into the Rush je kasneje po vsem svetu prodal več kot milijon izvodov.
Njun naslednji glasbeni album, Insomniatic, je v Združenih državah Amerike na lestvici Billboard 200 dosegel petnajsto mesto, saj je v prvem tednu od izida prodal več kot 39.000 kopij; to je njun najbolje prodajan album do danes. Glavni singl njunega drugega albuma, Potential Breakup Song, je hkrati tudi njun najuspešnejši singl do danes, organizacija RIAA pa mu je dodelila celo platinasto certifikacijo za 1.000.000 prodanih kopij izvodov. Duet je povedal, da bosta nekoč nehali snemati ločene filme in da se bosta raje osredotočili na svoj tretji glasbeni album, ki bo izšel v letu 2009. 30. septembra 2009 je band potrdil, da je izid albuma 78violet prestavljen na zgodaj leta 2010. Glasbeni duet je dokončno potrdil, da je svoje ime, Aly & AJ, spremenil v 78violet, že pred tem pa je o tem krožilo mnogo govoric. Imata lastno franšizo izdelkov, ki vključuje tudi serijo punčk in serijo knjig.
19. februarja 2010 je 78violet preko Facebooka potrdil, da »nisva več del založbe Hollywood Records« in da album, ki sta ga snemali v sodelovanju z njimi, po vsej verjetnosti ne bo izšel. Kakorkoli že, povedali sta tudi, da »nadaljujeva s pisanjem in snemanjem novih pesmi«.

## Zgodnja kariera
Duet je imel velike glasbene interese že od njunega otroštva. »Mislim, da sva začeli, ko sva bili stari tri in pet let. Samo skupno petje v cerkvi in v šolskih predstavah«, je dejala Aly. Tudi z igranjem sta tako Aly kot AJ začeli zelo kmalu, ko je imela AJ samo devet let. Sestri sta skupaj s starši živeli v Calabasasu, (Kalifornija). Njuna mama, Carrie Michalka, je včasih pela za krščansko glasbeno skupino, imenovano J.C. Band, Alyson pa je imela tudi stransko vlogo v Disney Channelovi televizijski seriji Phil iz prihodnosti z Rickyjem Ullmanom.

## Kariera

### 2005 - 2008: Preboj in glasba
Debitanski glasbeni album Aly & AJ, Into the Rush, je izšel 16. avgusta 2005 in prejel zlato certifikacijo s strani organizacije RIAA v marcu 2006. Eden izmed singlov na albumu, No One, je bil del filma in Ledena princesa tudi njegov soundtrack. Pesem Do You Believe In Magic, ki jo je originalno posnel The Lovin' Spoonful, je dobila nekaj rock pridiha. Njuna verzija pesmi je bila tudi soundtrack za Disney Channelov televizijski film Hip, strašni trik, v katerem je imela Aly stransko vlogo kot Allyson Henlen. Do You Believe in Magic je postal njun prvi singl, ki se je uvrstil med prvih dvajset pesmi na lestvici Canadian Hot 100, kjer je najprej dosegel triindvajseto, kasneje pa še drugo mesto na lestvici U.S. Billboard Hot Singles Sales. Album Into the Rush je prodal 808,000 kopij do decembra 2008, in več kot 1.000.000 kopij po vsem svetu.
Album je prejel mešane ocene s strani kritikov. Fran Grauman iz about.com je albumu dodelila štiri zvezdice od petih in pohvalila Alyjin in AJ-jin »ton talenta« in »izkušnje«. Allmusic je albumu dodelil mešano oceno, saj n»e ponuja več kot nekaj izboljšanih balad«, in mu dodelil 2,5 zvezdic. AMG ju pohvali za pevske sposobnosti: »Aly & AJ zares znata peti - njuni vokali imajo več osebnosti, kot najboljše Disneyjeve zvezde, kot sta Hayden Panettiere ali Caleigh Peters — njun glas pa se tudi razume, saj se ne zatekata k praznim zvokovnim obdelavam«. Oceno končajo z besedami: »Into the Rush je album, ki je dober za poslušanje, ima dobro glasbo in si ga lažje zapomniš, kot večino albumov ostalih Disneyjevih ustvarjalcev«. Album je postal stodvanajsti najbolje prodajan album v Združenih državah Amerike leta 2006 in si prislužil stodvanajsto mesto na lestvici Billboard 200 ob koncu leta 2006.
Aly & AJ sta sodelovali pri mnogih projektih za Walt Disney Records. Koncert Aly & AJ Concert se je začel 24. julija 2005 v teatru Henry Fonda v Hollywoodu. Obsegal je pet pesmi in intervju. Koncert je vseboval nekaj pesmi iz albuma Into the Rush. Duet je odprl tudi turnejo The Cheetah Girls, Cheetah-licious Christmas Tour, v decembru 2005. Njun album je ponovno izšel v avgustu 2006 s tremi novimi pesmimi, vključno z uspešnico Chemicals React ter dvema novima verzijama pesmi Collapsed in Something More; drugo izdajo je doživel tudi v Združenem kraljestvu. Njun prvi album z božično temo, imenovan Acoustic Hearts of Winter, je izšel 26. septembra 2006. Za album sta Aly & AJ posneli tradicionalne božične pesmi. Pozno leta 2007 je duet posnel še dve božični pesmi. Album Acoustic Hearts of Winter je pristal na oseminsedemdesetem mestu lestvice Billboard Hot 100, saj je prodal več kot 19.000 kopij v prvem tednu od izida. Album je kasneje dosegel tudi štirinajsto mesto na lestvici U.S. Billboard Top Holiday Albums. Praznični album je kasneje samo v Združenih državah Amerike prodal več kot 136.000 kopij izvodov.
Drugi glasbeni album dueta, Insomniatic, je izšel 10. julija 2007. Ta album vsebuje več glasbe v stilu electropopa, elektroničnega rocka in dance-popa ter je precej drugačen od prejšnjega, saj vsebuje več sintetizatorjev, synth-rock kitar in elektroničnih inštrumentov. Album sam je dosegel petnajsto mesto na lestvici Billboard 200, saj je prodal več kot 39.000 kopij izvodov v prvem tednu od izida in tako postal njun najbolje prodajan album do danes. Do zgodnjega decembra leta 2007 je album v Združenih državah Amerike prodal že več kot 215,000 kopij izvodov. 
Glavni singl njunega drugega glasbenega albuma Insomniatic, Potential Breakup Song, ki sta ga napisali sami, je izšel 10. julija 2007. Potential Breakup Song je kasneje dosegel sedemnajsto mesto na lestvici Billboard Hot 100 in tako postal njun prvi singl, ki se je v Združenih državah Amerike uvrstil med prvih dvajset pesmi na lestvici. Singl je kasneje prejel tudi platinasto certifikacijo s strani organizacije RIAA, saj je prodal več kot 1.000.000 kopij. Ameriška revija USA Today je napisala: »Za pesmi v Insomniatic sta imeli sestri roko za pisanje. Singl 'Potential Breakup Song' zveni kot Delov Shannonov 'Runaway', vendar je veliko bolj glasbeno tekoč, kot povprečen teen-pop album«. Generalna menedžerka založbe Hollywood Records, Abbey Konowitch, je dejala, da »sta napisali svoj material; igrali sta svoje inštrumente. V nobenem pogledu nista predelani. To je zelo pomembno«. USA Today je potrdil tudi, da ima »duet največ od te izpostavljenosti zaradi radia Radio Disney in Disney Channela, ki prikazuje njune videospote«.
V oktorbu 2007 so vsi singli in album izšli tudi v Veliki Britaniji; Potential Breakup Song je dosegel dvaindvajseto mesto na lestvici UK Singles Chart in šestnajsto mesto na lestvici Irish Singles Chart. Dekleti sta med turnejo za kratek čas obiskali tudi Veliko Britanijo, kjer sta dvakrat otvorili turnejo McFlyja in nastopali v veliko televizijskih oddajah in nočnih klubih. Revija Time je pesem Potential Breakup Song imenovala za enega izmed »10 najboljših pesmi v letu 2007«, kjer je dosegel deveto mesto. Josh Tyrangiel je izpostavil refren pesmi: »This is our Potential Breakup Song/ Our album needs just one/ Oh baby please" ("To je najina potencialna pesem za razhod/ Najin album potrebuje eno/ Oh, dragi prosim)« in pohvalil dejstvo, da sta pesem napisali najstniški sestri, ki jo tudi pojeta. Potential Breakup Song je pristal tudi na vrhu mnogih glasbenih lestvic v državah, kot so Velika Britanija, Norveška in Irska.
Po uspešnosti albumovega glavnega singla, je album Insomniatic prejel pohvale še s strani mnogih drugih glasbenih kritikov. Fraser McAlpine iz BBC Radio je napisal: »Prejšnji album Aly & AJ je bil rock-pop, pogosto v stilu jeznega popa, vendar še vedno zagotovo pop. Njun drugi glasbeni album, 'Insomniatic', pa je obdržal nekaj značilnosti prejšnjega, vendar je dobil več plasti popa in vsebuje glasbo, kakršno izvaja band 'My Chemical Romance' z nekaj več mehkobe v stilu glasbe Angry Girl«. Dodal je tudi: »Ne pusti tangu, da se že na začetku norčuje iz tebe in kljub temu, da ta glasba vsebuje tudi sintetizator, je to zagotovo rock glasba zaigrana z električnimi inštrumenti. Ob spremljavi klaviatur pojeta s samozavestnimi glasovi besedila, kot na primer 'it took too long, it took too long, it took too long for you to call back and normally I would just forget that, except for the fact it was my birthday, my stupid birthday' ('trajalo je predolgo, trajalo je predolgo, trajalo je predolgo, preden si me poklical nazaj in po navadi bi to samo pozabila, razen dejstva, da je bil moj rojstni dan, moj neumni rojstni dan'), v katerih se jezita na fanta, ker je pozabljiva zguba, v ozadju pa slišimo kipljenje ritmov, klikaste zvoke in splošno norost. Za mnoge je to pravi plesni žični zlom«.
V decembru 2007 so začele krožiti govorice, da bo duet nadomestil skupino Jonas Brothers na turneji Hannah Montana Best of Both Worlds Tour od 11. januarja do 24. januarja 2008. Glasbena skupina je potrdila tudi izid svojega novega singla, imenovanega Like Whoa, ki je kasneje dosegel triinšestdeseto mesto na lestvici Billboard Hot 100. Zgodaj januarja 2008 sta Aly & AJ nastopili s svojo verzijo KT Tunstallove pesmi Black Horse and the Cherry Tree na Yahoovi spletni strani Pepsi Smash video site. Verzija je bila vključena tudi v japonsko verzijo ponovne izdaje albuma Insomniatic in bila posneta v Abbey Road. Dekleti sta zapeli tudi svojo verzijo pesmi We're an American Band za album Randyja Jacksona, Music Club, Vol. 1, kjer je bila objavljena kot bonus pesem.

### 2009 - danes: 78violet in zapuščanje založbe Hollywood Records
Zgodaj leta 2008 je revija Billboard potrdila, da dekleti delata na svojem tretjem glasbenem albumu, ki bo izšel pozno leta 2009. Omenili sta ga tudi v intervjuju na radiu Radio Disney 23. aprila 2008, kjer sta dejali, da bo v albumu več rocka in da bosta na tem albumu peli ločeno, ne v harmoniji kot sta v prejšnjih albumih, saj si želita, da njuni oboževalci ločijo, katera izmed njiju poje. 7. oktobra tistega leta sta potrdili, da bo njun takrat še nenaslovljen album aprila 2009 izdala založba Hollywood Records, kakorkoli že, v intervjuju mesec kasneje pa sta potrdili, da je bil izid prestavljen na poletje leta 2009. V kasnejših intervjujih je duet potrdil izid albuma v jeseni leta 2009, nazadnje, 30. septembra 2009 pa, da bo album izšel zgodaj leta 2010.
Duet je napisal pesem (kasneje so ji nadeli naslov The Next Worst Thing) z Weezerjevim glavnim pevcem, Riversom Cuomom. Dekleti sta sodelovali tudi s producenti, kot sta Chris Lord-Alge (Green Day, AFI, Sum 41) in Rob Cavallo (Green Day, The Goo Goo Dolls, Paramore), oba producenta pa delata za rock glasbenike. Med letom 2009 so bili na Broadcast Music Incorporated objavljeni naslovi mnogih njunih prihajajočih pesmi, ki so jih napisali Aly in AJ Michalka ter Daniel James in Leah Haywood. Govorice o tem, da bosta med poletjem 2009 Aly & AJ organizirali svojo novo turnejo, ki so krožile po internetu, je Aly kasneje zanikala prek svoje uradne spletne strani. Napisala je, da s sestro končujeta s snemanjem in da se v tem trenutku želita osredotočiti samo na ta projekt. Razkrila je tudi, da nameravata organizirati turnejo zgodaj leta 2010 za promoviranje njunega novega albuma.
8. julija 2008 je duet potrdil, da je svoje ime Aly & AJ spremenil v 78violet. En teden kasneje sta dekleti potrdili tudi, da bo tako naslov tudi njunemu tretjemu albumu.
19. februarja 2010 je duet 78violet preko svoje uradne spletne strani na Facebooku potrdil, da nista več del založbe Hollywood Records in da njun tretji glasbeni album, 78violet, po vsej verjetnosti ne bo izšel. Kakorkoli že, napisali sta tudi, da nadaljujeta s pisanjem in snemanjem novih pesmi za svoj naslednji album.
18. maja 2010 je CW potrdil, da so začeli snemati televizijsko serijo Hellcats, v kateri igrata Aly Michalka in Ashley Tisdale.

## Uspešni filmski karieri
Pred igranjem v Disney Channelovem televizijskem filmu Kravje počitnice (2006) in MTV-jevem filmu Super Sweet 16: The Movie (2007), ki sta jih posneli skupaj, sta imeli Alyson in Amanda Michalka ločeni igralski karieri. Aly se je med drugim leta 2005 pojavila v Disney Channelovem televizijskem filmu Hip, strašni trik poleg Johnnyja Pacarja.
Aly Michalka je bila na šestindvajseti podelitvi nagrad Young Artist Awards nominirana v kategoriji za najboljši nastop v televizijski seriji - glavna mlada igralka za svojo vlogo v televizijski seriji Phil iz prihodnosti, kasneje pa je dobila še glavno vlogo v družinskem filmu Bandslam ob Vanessi Hudgens. Film je premiero doživel 14. avgusta leta 2009. Poleg tega je Alyson Michalka sprejela vlogo še v dveh projektih in sicer filmu Easy A, ki bo izšel 17. septembra 2010 in filmu The Roommate, za katerega je izid načrtovan za 4. februar 2011. V obeh filmih bo igral tudi Cam Gigandet. Amanda Michalka je sprejela vlogo v filmu Petra Jacksona, V mojih nebesih in, od 28. septembra 2009, snema film Secretariat, kjer igra hčerko Penny Chenery. Izid filma je napovedan za 8. oktober 2010.

## Zalezovanje
26. junija 2008 je bil mož iz Ohia, imenovan Rex Mettler, aretiran zaradi zalezovanja dueta. Moški iz Lancasterja je »pridobil kontaktne informacije o glasbenem in igralskem duetu in jima grozil preko spleta, telefona in z ročno napisanimi pismi«, je povedala policija. Duet je 27. junija tistega leta nameraval nastopiti v Cincinnatiju, kjer je bil prisoten tudi moški, policija pa ni morala potrditi dejstva, da je prisostvoval tudi koncertu v Ohiu. Kasneje je policija dejala, da »obtožbe zoper Rexa Mettlerja izhajajo iz incidentov, ki so se začeli 15. decembra [2007]« in da »Rex po tem času ni bil več vpleten v kakršna koli zalezovanja, vsaj ne v zalezovanja tega dueta«.

## Ostali interesi

### Vera
Poleg ustvarjanja glasbe za občinstvo, Aly & AJ, ki sta obe zelo odkriti glede svoje verske pripadnosti, sta postali tudi velik del krščanske rock glasbene scene. Pristali sta na prvem mestu lestvice Radio & Records (R&R) Christian CHR. Kljub temu, da sta zelo odkriti o svoji krščanski verski pripadnosti, ne želita biti obravnavani kot krščanski glasbeni ustvarjalki. V intervjuju za revijo Blender v juniju 2006 sta dekleti povedali, da njuna glasba prihaja s krščanske prespektive: »Nikoli ne želiva pridigati ljudem, vendar želiva, da je najina glasba navdihujoča«. AJ je dodala: »Če imava kakšne muslimanske ali ateistične oboževalce, je to njihova stvar - kljub temu jih bom imela rada«.
V intervjuju z revijo Blender sta AJ in Aly izrazili svojo nejevero glede evolucije, ko so ju povprašali po njunem mnenju o tem. Na vprašanje se je AJ odzvala z »Ne«, Aly pa je dejala: »Ali zdaj v šoli učijo to?« Ko so jima povedali, da je to v učnem programu že dober del stoletja, je dejala: »Mislim, da je nekoliko nespoštljivo, da stvari, ki imajo opraviti z verskimi prepričanji ne ostanejo zunaj razreda. Mislim, ljudem bi moralo biti dovoljeno moliti v šoli, če želijo. Vsak bi moral opravljati svoj obred«, AJ pa je dodala: »Evolucija je trapasta. Opice? Em, ne«.

### Trženje
Huckleberry Toys je izdal omejeno izdajo punčk Hello Kitty Aly & AJ, ki pa jih je prodal le izbranim trgovinam. Toys R Us trenutno prodaja novo linijo punčk, ki so na razpolago od 15. novembra 2007. 20. novembra 2007 je izšla videoigra The Aly & AJ Adventure za Nintendo DS. V igri igralec igra njunega asistenta, jima pomaga snemati pesmi, režirati videospote itd.
Od 21. junija 2008 je duet začel izdajati svoje lastne knjige, imenovane Aly & AJ's Rock 'n' Roll Mysteries, vsak del pa opisuje Aly & AJ na turneji in vsaka knjiga novo skrivnost v različnih mestih. Risbe v knjigah je narisala Aly. Prvi dve knjigi (First Stop, New York and Mayhem in Miami) sta izšli 12. junija, tretja (Singing in Seattle) 2. septembra in zadnja (Nashville Nights) 4. oktobra leta 2008.
Podjetje Performance Designed Products je 10. novembra 2008 izdalo kitari, ki sta jih oblikovali Aly & AJ. Alyjina kitara je rožnate barve, na njej pa je motiv src in prekrižanih kosti (PlayStation 2). AJ-jina kitara je v obliki logotipa Aly & AJ z zebrastim vzorcem vijolične in rožnate barve (Wii, PS2). Duet je kitari predstavil 11. oktobra 2008 med prireditvijo Universal Studios CityWalk v Kaliforniji. Imata tudi linijo oblek, kozmetike, nakita in modnih dodatkov. Po podatkih revij Forbes in AOL sta Aly in AJ najbolj bogati Hollywoodski pevki pod tridesetim letom.

### Dobrodelna dela
Aly in AJ sta govornici za Samsung's Hope for Education, ki proizvaja tehnologijo in jo posreduje šolam, ki jo potrebuejo. Sta tudi del organizacije Children's Advisory Board AmberWatch Foundation, in sta nastopili na njihovem dobrodelnem koncertu za zbiranje denarja za dobrodelne namene. Pesem "I Am One of Them", ki je bila del albuma Into the Rush, je bila del projekta za zbiranje denarja za AmberWatch. Da bi pokazali svojo podporo, sta sodelovali tudi pri modni reviji MS v zgodnjem maju leta 2008.

## Diskografija

### Albumi
Glasbeni albumi
| 2005                                           | Into the Rush - Založba: Hollywood Records | 36 | —  | —  | - Certifikacija: Zlato | - Prodaja v ZDA: 808,000+ - Prodaja po svetu: 1,000,000+ |
| 2007                                           | Insomniatic - Založba: Hollywood Records   | 15 | 72 | 90 |                        | - Prodaja v ZDA: 220,000+                                |
| "—" pomeni, da se na lestvico album ni uvrstil |                                            |    |    |    |                        |                                                          |

Božični albumi
| Leto | Detajli albuma                                         | Dosežki                 | Dosežki                            | Prodaja                   |
| Leto | Detajli albuma                                         | Združene države Amerike | Združene države Amerike (prazniki) | Prodaja                   |
| ---- | ------------------------------------------------------ | ----------------------- | ---------------------------------- | ------------------------- |
| 2006 | Acoustic Hearts of Winter - Založba: Hollywood Records | 78                      | 14                                 | - Prodaja v ZDA: 136,000+ |

Video albumi
| Leto | Detajli video albuma                                                         |
| ---- | ---------------------------------------------------------------------------- |
| 2006 | On the Ride - Izid: 4. april 2006 - Založba: Hollywood Records - Format: DVD |

### Singli
| 2005                                            | "Rush"                           | 59 | 44 | —  | —  | —   | —  | —  | —  | —  | —          | Into the Rush                                                                   |
| 2006                                            | "Chemicals React"                | 50 | 36 | —  | —  | —   | —  | —  | —  | —  | —          | Into the Rush                                                                   |
| 2006                                            | "Greatest Time of Year"          | 96 | 72 | —  | —  | —   | —  | —  | —  | —  | —          | Acoustic Hearts of Winter                                                       |
| 2007                                            | "Potential Breakup Song"         | 17 | 19 | 72 | 83 | 22  | 65 | 16 | 18 | —  | Platinasta | Insomniatic                                                                     |
| 2008                                            | "Like Whoa"                      | 63 | 47 | 66 | —  | 165 | —  | —  | —  | 92 |            | Insomniatic                                                                     |
| 2017                                            | "Take Me"                        | —  | —  | —  | —  | —   | —  | —  | —  | —  | —          | Ten Years                                                                       |
| 2019                                            | "Church"                         | —  | —  | —  | —  | —   | —  | —  | —  | —  | —          | Sanctuary                                                                       |
| 2019                                            | "Don't Go Changing"              | —  | —  | —  | —  | —   | —  | —  | —  | —  | —          | Sanctuary                                                                       |
| 2020                                            | "Attack of Panic"                | —  | —  | —  | —  | —   | —  | —  | —  | —  | —          | We Don’t Stop                                                                   |
| 2020                                            | "Joan of Arc on the Dance Floor" | —  | —  | —  | —  | —   | —  | —  | —  | —  | —          | We Don’t Stop                                                                   |
| 2020                                            | "Slow Dancing"                   | —  | —  | —  | —  | —   | —  | —  | —  | —  | —          | A Touch of the Beat Gets You Up on Your Feet Gets You Out and Then Into the Sun |
| 2021                                            | "Listen!!!"                      | —  | —  | —  | —  | —   | —  | —  | —  | —  | —          | A Touch of the Beat Gets You Up on Your Feet Gets You Out and Then Into the Sun |
| 2021                                            | "Pretty Places"                  | —  | —  | —  | —  | —   | —  | —  | —  | —  | —          | A Touch of the Beat Gets You Up on Your Feet Gets You Out and Then Into the Sun |
| "—" pomeni, da se na lestvico pesem ni uvrstila |                                  |    |    |    |    |     |    |    |    |    |            |                                                                                 |

Ostali singli, ponovne izdaje
| 2005                                            | "Do You Believe in Magic" | 2 | 23 | —  | Into the Rush |
| 2005                                            | "No One"                  | — | —  | —  | Into the Rush |
| 2005                                            | "Walking on Sunshine"     | — | —  | —  | Into the Rush |
| 2006                                            | "Never Far Behind"        | — | —  | 28 | Into the Rush |
| 2007                                            | "Something More"          | — | —  | —  | Into the Rush |
| 2017                                            | "I Know"                  | — | —  | —  | Ten Years     |
| 2018                                            | "Good Love"               | — | —  | —  | Ten Years     |
| 2019                                            | "Star Maps"               | — | —  | —  | Sanctuary     |
| "—" pomeni, da se na lestvico pesem ni uvrstila |                           |   |    |    |               |

### Pojavi na drugih albumih
| Leto | Naslov                            | Album                                           | Opombe                                                                                             |
| ---- | --------------------------------- | ----------------------------------------------- | -------------------------------------------------------------------------------------------------- |
| 2005 | "Zip-a-Dee-Doo-Dah"               | DisneyMania 3                                   | |
| 2005 | "Jingle Bell Rock"                | Radio Disney Jingle Jams 1 & 2 1 & 2            | |
| 2006 | "Rush (Remix)" (Remix)            | Girl Next                                       | |
| 2007 | "Black Horse and the Cherry Tree" | Insomniatic (dodatna verzija) (dodatna verzija) | Posneto ekskluzivno za Yahoo! Music v akustiki. Verzija - originalno je z njo nastopil KT Tunstall |
| 2008 | "We're an American Band"          | Randy Jackson's Music Club, Vol. 1              | Bonus pesem za iTunes, Wal-Mart                                                                    |

### Videospoti
| Leto | Naslov                           | Režiser                         |
| ---- | -------------------------------- | ------------------------------- |
| 2005 | "Do You Believe in Magic"        |                                 |
| 2005 | "No One"                         |                                 |
| 2005 | "Walking on Sunshine"            |                                 |
| 2006 | "Rush"                           | Marc Webb                       |
| 2006 | "On the Ride"                    |                                 |
| 2006 | "Chemicals React"                | Chris Applebaum                 |
| 2006 | "Greatest Time of Year"          | Declan Whitebloom               |
| 2007 | "Potential Breakup Song"         | Chris Applebaum                 |
| 2007 | "Like Whoa"                      | Scott Speer                     |
| 2017 | "Take Me"                        | Alex Ross Perry                 |
| 2019 | "Church"                         | Alex Ross Perry                 |
| 2019 | "Don't Go Changing"              | Alex Ross Perry                 |
| 2019 | "Star Maps"                      | Amanda Crew                     |
| 2020 | "Attack of Panic"                | Stephen Ringer                  |
| 2020 | "Joan of Arc on the Dance Floor" | Aly Michalka & Stephen Ringer   |
| 2020 | "Slow Dancing"                   | Stephen Ringer                  |
| 2021 | "Listen!!!"                      | Susanna Howe                    |
| 2021 | "Pretty Places"                  | Michelle Laine & Stephen Ringer |

### Turneje
- 2005: The Cheetah Girls Cheetah-licious Christmas Tour
- 2005: Mini Mall tour
- 2006: Living Room Tour
- 2006: Holiday Season Tour
- 2007: Jingle Jam Tour
- 2008: Best of Both Worlds Tour
- 2008: Mini Summer Tour
- 2018: Promises Tour
- 2019: Sanctuary Tour

### Ostalo
- 78violet sta se pojavili na računalniški igri The Sims 2 Pets med nastopanjem Chemicals React.
- Leta 2007 je duet 78violet posnel svojo verzijo KT Tunstallove pesmi Black Horse and the Cherry Tree ekskluzivno za Pepsi Smash, video, na katerem verzijo zapojeta, pa je objavljen na spletni strani Yahoo! Music.[53]

## Nagrade in nominacije
| Leto | Nagrada               | Kategorija                                | Nominirano delo | Rezultat   |
| ---- | --------------------- | ----------------------------------------- | --------------- | ---------- |
| 2006 | American Music Awards | Sodelovanje navihujočih ustvarjalcev leta | Into the Rush   | Nominirani |